# Stamford Bridge
Stadionul Stamford Bridge (pronunție în engleză [stæmfə(r)d_brɪdʒ]), este un stadion de fotbal din Londra, situat între cartierele Fulham și Chelsea. Este stadionul de casă al echipei Chelsea Londra. Arena a fost construită în anul 1876 ca, în 1877, să fie dată spre folosință. Între 1904–1905 a fost efectuată prima renovare, iar în 1990 a doua renovare. Are o capacitate de 41.837 de locuri.